# Progebiophilus kensleyi
Progebiophilus kensleyi är en kräftdjursart som beskrevs av Clements Robert Markham 2005. Progebiophilus kensleyi ingår i släktet Progebiophilus och familjen Bopyridae. Inga underarter finns listade i Catalogue of Life.